# Karl Beyrich
Heinrich Karl Beyrich (* 22. März 1796 in Wernigerode; † 15. September 1834 in Fort Gibson, Indianerterritorium, im heutigen US-Bundesstaat Oklahoma) war ein preußischer, deutscher Botaniker. Sein offizielles botanisches Autorenkürzel lautet „Beyr.“.

## Leben
Der Sohn des gräflichen Lustgärtners Heinrich Ernst Beyrich († 1828) besuchte das Lyceum in Wernigerode und ging anschließend zum Botantik-Studium an die Universität Göttingen. Gleichzeitig erlernte er die Kunstgärtnerei im dortigen Botanischen Garten.
Nach dem Ende des Studiums erfolgte seine Berufung zum Gärtner am königlich-württembergischen Garten in Tübingen, die er jedoch zugunsten einer Stelle als freier Gärtner im kaiserlich Schlossgarten in Wien ablehnte. Dem folgte eine Anstellung in Bruck an der Leitha.
1819 unternahm er eine ausgedehnte botanische Wanderungen durch die Ostalpen und Oberitalien und weiter über den Simplonpass zu seinem Reiseziel Paris, wo Alexander von Humboldt auf den talentierten jungen Mann aufmerksam wurde und ihn förderte.
1820 reiste Beyrich nach England, wo er auf mehreren Landsitzen als Gärtner arbeitete. Auf Anregung Humboldts erhielt er von der preußischen Regierung den Auftrag zu einer botanischen Reise nach Brasilien, um von dort seltene Pflanzen für die Pfaueninsel und den Neu-Schönberger Botanischen Garten zu erwerben. Die Reise dauerte von 1822 bis 1823. Zehn Jahre später ging er im Auftrag Preußens erneut auf eine große Reise, diesmal nach Amerika. Dort starb er 1834 an Typhus.

## Ehrungen
Nach Beyrich wurden mehrere Pflanzenarten benannt.